# Vella Lavella
Vella Lavella es una isla de las Islas Salomón, situadas en el océano Pacífico que pertenece a la provincia de Occidental. La isla forma parte del archipiélago de las islas Salomón siendo la más occidental de este grupo. Cerca de ella, al oeste, se encuentra la pequeña isla de Mbava (o Baga) y entre ellas se sitúa el islote de Turovilu. Tiene una extensión de 640 km² y su punto más alto tiene una altitud de 793 metros.
Está situada al sur del estrecho de Nueva Georgia. Al este de la isla se encuentra el golfo de Vella y las islas de Kolombangara y de Gizo, de la cual está separada mediante el estrecho de Gizo. Al sur se sitúa la isla de Ranongga y el mar de Salomón. Al oeste solo tiene el océano.
Las aguas que rodean la isla sirvieron durante la Segunda Guerra Mundial como escenario para la batalla naval de Vella Lavella. La isla sirvió de base al escuadrón del Cuerpo de Marines, VMA-214 Black Sheep, liderados por el mayor Gregory "Pappy" Boyington.
- Datos: Q1139193
- Multimedia: Vella Lavella / Q1139193